# Physics Letters
Physics Letters — научный журнал издававшийся с 1962 по 1966 год. Был разбит на две серии, которые в настоящее время издаёт Elsevier:
- Physics Letters A: физика конденсированного состояния, теоретическая физика, нелинейная динамика, статистическая механика, Математическая и вычислительная физика, общая и междисциплинарная физика (включая основания физики), атомная, молекулярная и кластерная физика[англ.], физика плазмы и жидкостей, оптика, биофизика и нанотехнология[3].
- Physics Letters B: ядерная физика, теоретическая ядерная физика, экспериментальная ядерная физика высоких энергий[англ.], теоретическая ядерная физика и астрофизика[4].

Physics Letters B входит в консорциум SCOAP3, который стремится дать открытый доступ ко всем научным статьям по ядерной физике.
В 2022 году журнал имел импакт-фактор 2.6 (A), 4.4 (B).